# 索尼α6000
索尼ILCE-6000是索尼公司于2014年2月推出的无反光镜可换镜头相机 （或称微单相机），采用APS-C幅面传感器。是索尼E接环相机中面向专业人士或具有一定相机操作基础的进阶型产品，通常认为是NEX-6的续作。
因为ILCE在口语中不好发音，同时机身上有索尼可换镜头系统的α标志，该机也被称作α6000或A6000。

## 概述
ILCE-6000搭载了2400万像素传感器，可能为与NEX-7同源的IMX096改进版，最显著的改进为其上搭载了179个相位对焦点和25个对比度对焦点。相比NEX-6，配置依然保留了MI热靴、内置闪光灯以及3英寸92万像素的可翻转液晶屏，但是EVF电子取景器规格从236万下降为144万像素。
ILCE-6000这款机型最大的进步在于对焦系统，其被索尼命名为『4D对焦』（4D Focus），发布时宣称其对焦速度可达0.06秒。而根据稍后的评测，相比之前的E接口机型例如NEX-6，确实有较大改善。这点主要得益于其传感器上分布的相位对焦点和对比度对焦点的混合自动对焦。除了单纯性能上的改善，也首次在索尼微单中引入了针对人眼的对焦模式，相比时兴的面部识别功能更进一步，在拍摄肖像照片的时候有帮助。此外还有连续自动对焦锁定（Lock-on AF）功能，通过识别对象特征，实现跟踪移动对象并进行对焦的功能。
追加配置了NFC功能，同样具备WiFi和PlayMemories Camera Apps功能。外观上，ILCE-6000除了继续提供前作NEX-6的单一黑色，还增加了香槟色机身可选。外形尺寸约120×66.9×45.1mm，单机重量285g。市面上常见的套装配套镜头为SEL 16-50mm OSS 饼干变焦镜。
在2015年6月，固件版本为2.0的升级中，提供了对于XAVC S的支持。相比同传感器配置但定位较低，原生即提供XAVC S支持的α5100迟了10个月。
備註

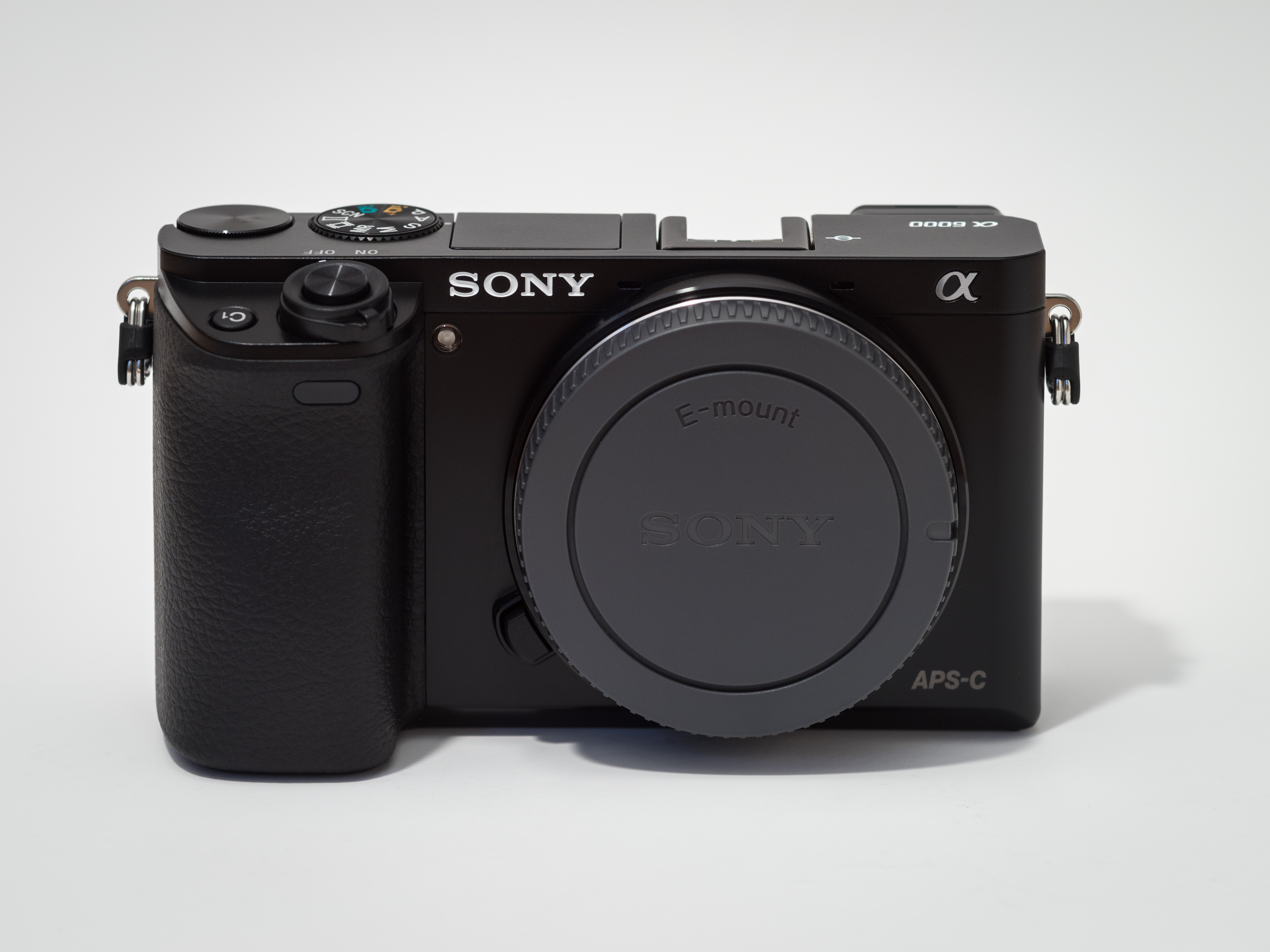
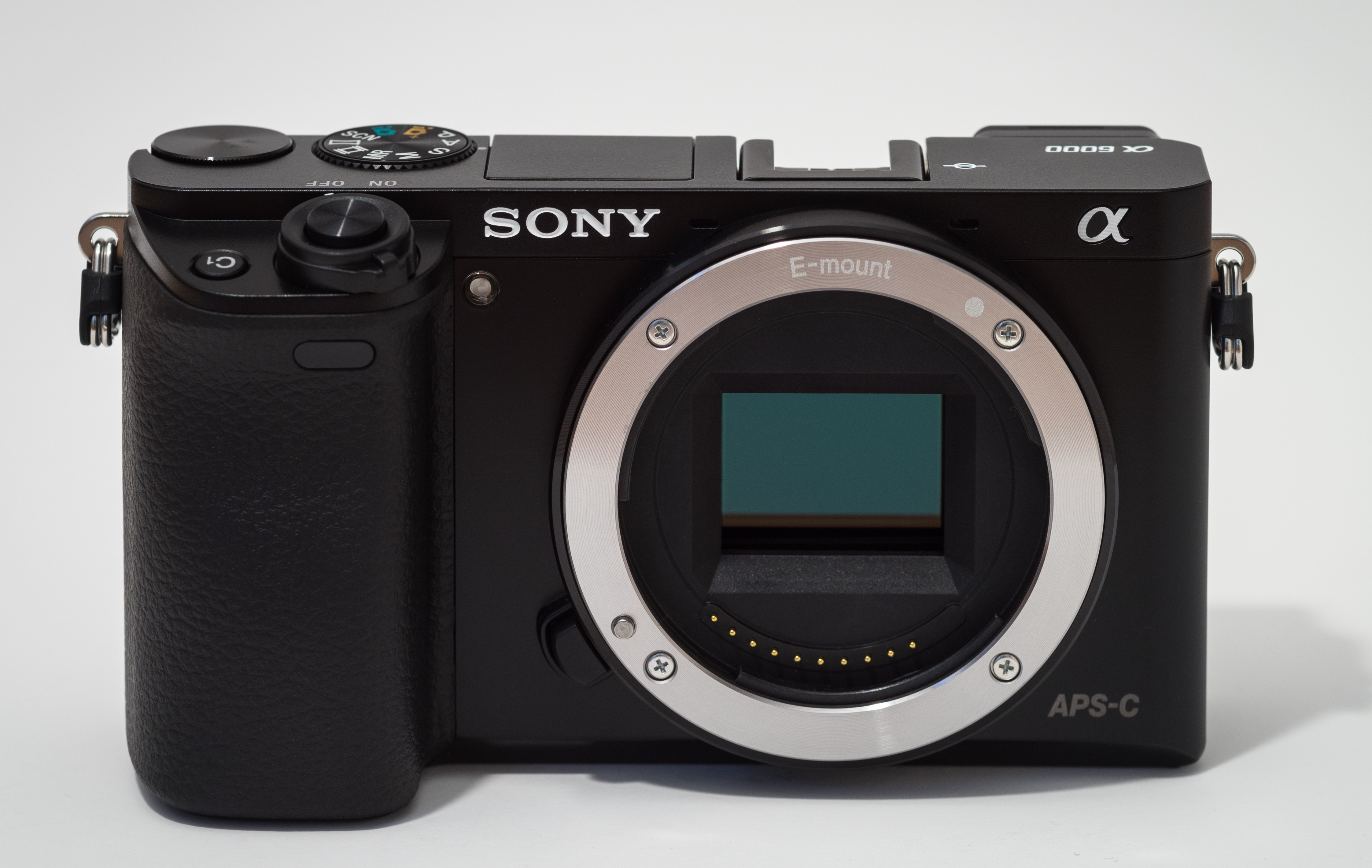
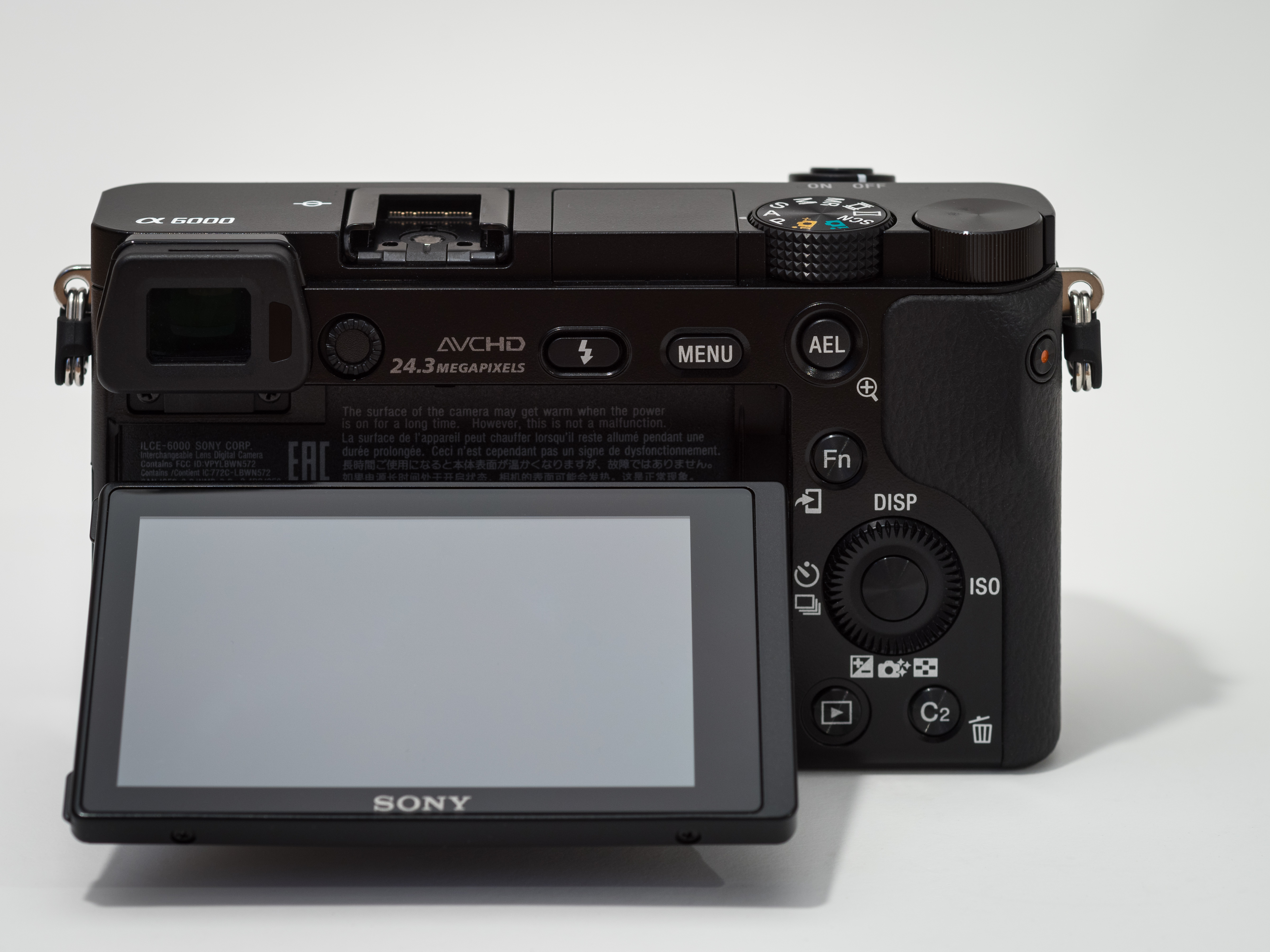
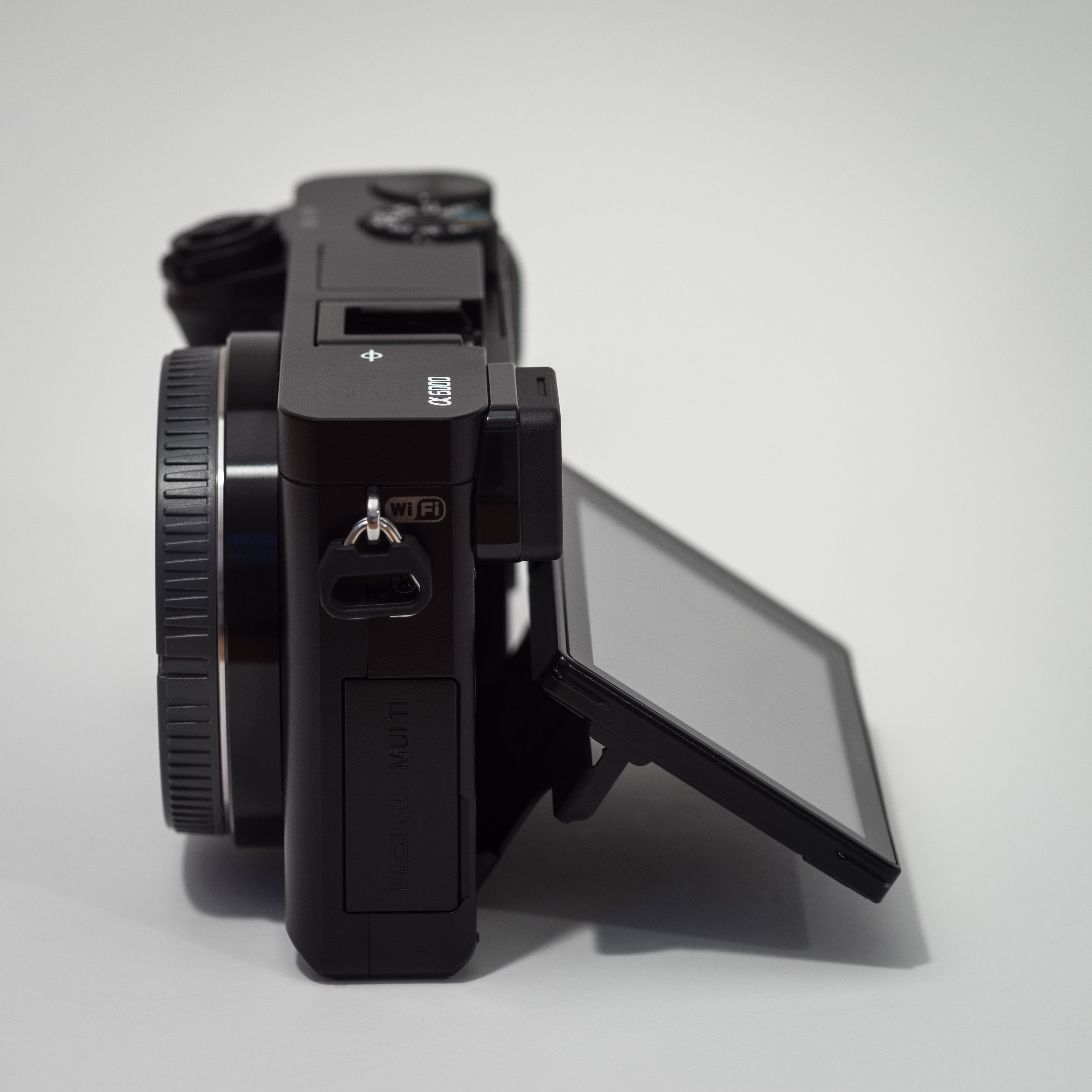
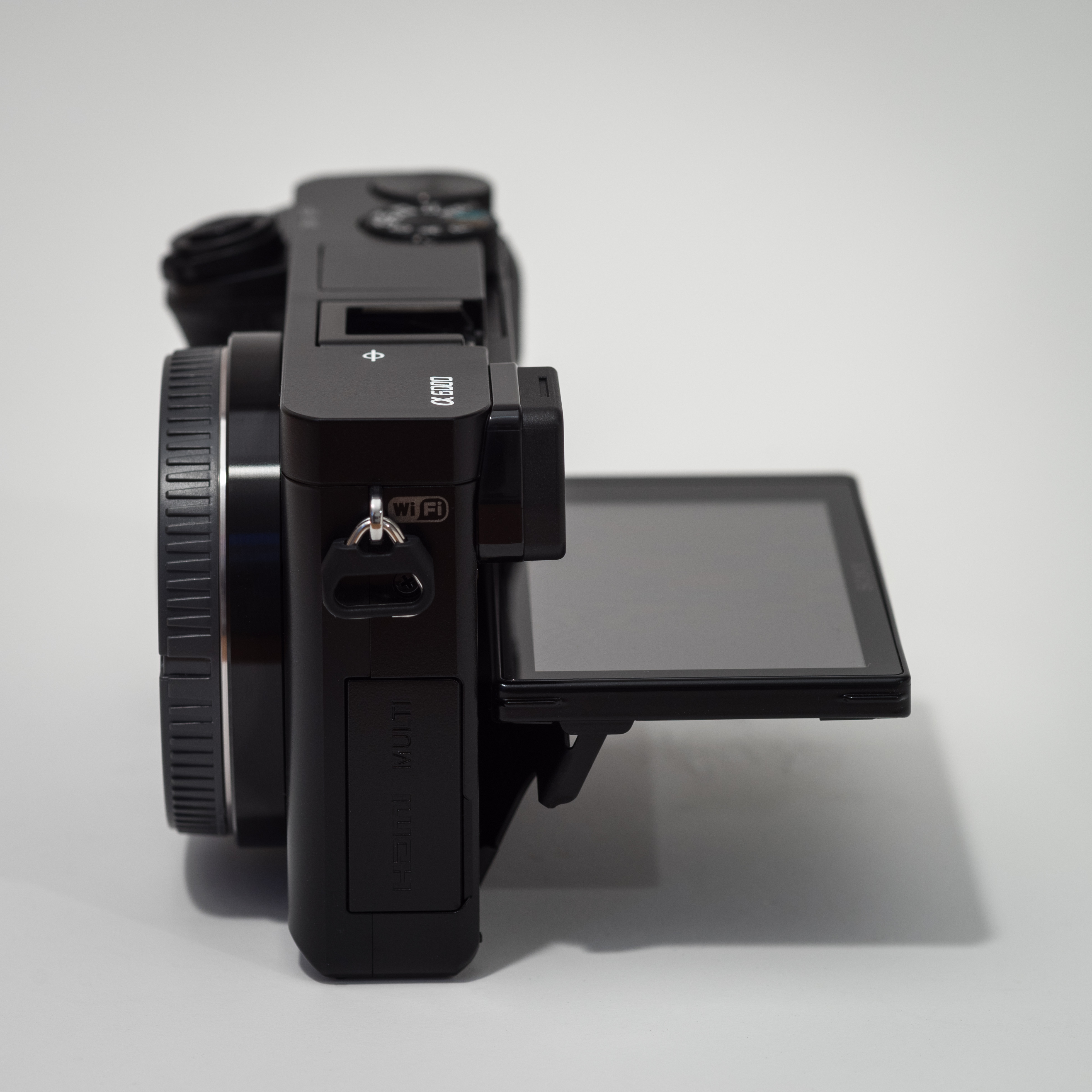
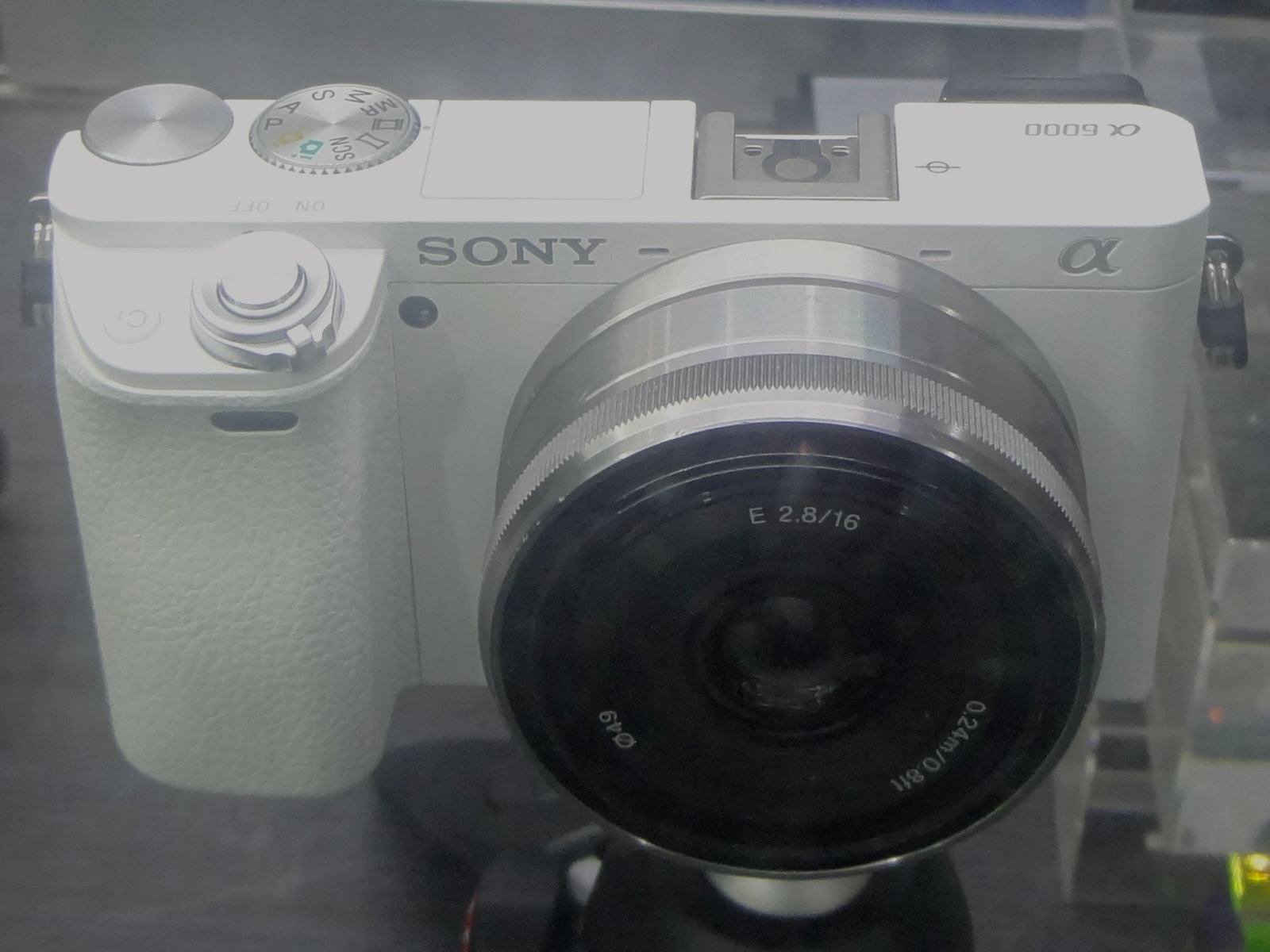

ILCE-6500配合轉接環使用其它品牌鏡頭可能令觸屏對焦無法支援使用，暫時觸屏對焦只能完全適用於原生Sony E接環鏡頭